# Štefan Matlák
Štefan Matlák (6. února 1934 Bratislava – 12. dubna 2003 Bratislava) byl slovenský fotbalový záložník a reprezentant Československa.

## Hráčská kariéra
Za československou reprezentaci nastoupil v letech 1959–1964 ve třech utkáních. Byl členem československé reprezentace na olympijských hrách 1964 v Tokiu, kde náš tým získal stříbrnou medaili. Hrál za Červenou hviezu Bratislava (od roku 1962 jako Slovnaft/Inter), kam přišel ze Slovanu.

### Prvoligová bilance
| Ročník                                   | Zápasy | Góly | Minuty | Klub                       |
| ---------------------------------------- | ------ | ---- | ------ | -------------------------- |
| Přebor československé republiky 1953     | –      | 0    | –      | Červená hviezda Bratislava |
| Přebor československé republiky 1954     | –      | 0    | –      | Červená hviezda Bratislava |
| Přebor československé republiky 1955     | –      | 0    | –      | Červená hviezda Bratislava |
| 1. československá fotbalová liga 1956    | 1      | 0    | 90     | Červená hviezda Bratislava |
| 1. československá fotbalová liga 1957/58 | 23     | 1    | 2070   | Červená hviezda Bratislava |
| 1. československá fotbalová liga 1958/59 | 24     | 1    | 2138   | Červená hviezda Bratislava |
| 1. československá fotbalová liga 1959/60 | 20     | 0    | 1745   | Červená hviezda Bratislava |
| 1. československá fotbalová liga 1960/61 | 24     | 0    | 2 078  | Červená hviezda Bratislava |
| 1. československá fotbalová liga 1961/62 | 16     | 0    | 1 407  | Červená hviezda Bratislava |
| 1. československá fotbalová liga 1962/63 | 23     | 0    | 2 014  | Slovnaft Bratislava        |
| 1. československá fotbalová liga 1963/64 | 24     | 0    | 2 084  | Slovnaft Bratislava        |
| 1. československá fotbalová liga 1964/65 | 17     | 1    | 1 487  | Slovnaft Bratislava        |
| 1. československá fotbalová liga 1965/66 | 4      | 0    | 360    | Inter Bratislava           |
| CELKEM                                   | 191    | 3    | –      |                            |